# 古彪屬
古彪屬（意為「駭人之咬」），又名恐齒貓，是獵貓科中的成員。牠們體長1.1米，腳短只有約0.6米高，爪不能完全伸縮，顎部強壯，有長的尾巴。牠們很像其近親的偽劍齒虎。頭顱骨形狀很像貓科的，而不像劍齒虎亞科的超短頭顱骨。古彪的上犬齒相對較細小，但仍是伸出口的。在犬齒以下的下頜骨闊大像垂子。
古彪是蹠行的，並不像現今的貓科。牠們外形像細小的美洲豹，而生活模式亦相仿。古彪牙齒的減少仍在很早的階段，而牠們亦沒有忘記如何咀嚼，故牠們可能並不像其後裔般專吃某類食物。除此之外，牠們所身處的環境亦有可怕的掠食者。
古彪生活在始新世晚期至中新世早期的北美洲平原。在加拿大的沙斯卡寸旺、美國的佛羅里達州、蒙大拿州、內布拉斯加州、南達科他州、北達科塔州、懷俄明州及俄勒岡州都有發現古彪的化石。古彪是從古新世的小古貓演化而來。